# Таи
Таи је роман првенац српског књижевника Горана Гоцића, први пут објављен 2013. Награђен је НИН-овом наградом критике за роман године и наградом Милош Црњански за 2011/2013.
Таи приповеда о путовању средовечног Београђанина Горана на Тајланд, где се упознаје са младом проститутком са којом ступа у емотивни однос. Роман садржи елементе есеја, путописа, мелодраме, као и елементе епистоларне форме у виду размењених мејлова. Изворе многобројних интертекстуалних веза и референци присутних у тексту аутор је објавио на крају романа у виду белешке сличне попису литературе у научним студијама.
Горан Гоцић је Таи писао две године. Писање књиге описао је следећим речима: „Писао сам је у неком стању романтичарске грознице. То осећање је као нека врста ерупције. Имао сам поприличну кризу на свим пољима у време када је тај роман настајао. Он је у себи као тематску линију имао и и мотив спасења, а и сам је био нека врста спасења за аутора, јер ме вратио на један врло драматичан начин.”